# Jooble
 (juin 2023).
Jooble est une entreprise mondiale de technologies de l'information. Elle développe un agrégateur d'emplois et un moteur de recherche d'offres d'emploi.
Jooble a été lancé en octobre 2006 à Kiev, en Ukraine, par Roman Prokofiev et Eugene Sobakarev,,. Le site enregistre 36,8 millions de visites par mois ou 1 milliard de visites par an, il est présent dans 67 pays en 25 langues et fait partie des 10 ressources les plus populaires en termes de trafic dans le segment des emplois et de l'emploi.
La mission de Jooble est d'aider les gens à trouver du travail. L'entreprise s'efforce constamment de faire en sorte que le processus d'emploi soit aussi confortable et rapide que possible, tant pour le candidat que pour l'employeur.

## Histoire
Le concept de Jooble est né en 2006.
La startup a commencé à percevoir des bénéfices d'exploitation six mois après son lancement.
Le fonds Horizon Capital a investi dans Jooble en 2014,.
En 2014, Google a modifié les règles de classement de son moteur de recherche, ce qui a entraîné une crise dont l'entreprise est sortie en 2017.
En 2020, JOOBLE a acquis l'agrégateur d'emplois Hotwork.
En 2022, Jooble a investi 1 million de dollars dans la startup JayJay, une plateforme indonésienne d'éducation en ligne. L'accord d'investissement a été conclu dans le cadre du projet Jooble Venture Lab, le studio de création de startups interne de Jooble.
En 2022, Jooble a lancé l'application mobile Jooble Job Search sur iOS et Android. Les utilisateurs peuvent effectuer des recherches simultanées dans plusieurs spécialités et régions, ainsi que rechercher des offres d'emploi à distance,.
Après l'invasion russe de l'Ukraine en 2022, le site a cessé de fonctionner en Russie et en Biélorussie,.
La même année, Jooble, en collaboration avec Global Compact Network Ukraine, Local Network Poland, Parimatch et Happy Monday, a lancé le projet Give a Job for UA, qui aide les réfugiés ukrainiens à trouver un emploi.

## Opérations
Jooble est un partenaire mondial de LinkedIn et de Google.
Jooble utilise une technologie d'exploration du web, qui visite plus de 140 000 ressources quotidiennement : il s'agit de sites d'emploi, de sites d'entreprises, de sites d'agences, d'agences pour l'emploi, de JPA (Java Persistence API), de réseaux sociaux et de petites annonces. Les offres d'emploi collectées sont ensuite placées sur le site de Jooble. Jooble est gratuit pour les demandeurs d'emploi, et les bénéfices proviennent de la vente de redirections vers d'autres sites de recherche d'emploi. L'entreprise compte plus de 330 employés. Dmytro Gryn est le PDG de Jooble Job Aggregator,,.